# لور شلتون
لور شلتون (به انگلیسی: Lower Shelton) یک روستا در بریتانیا است که در مارستون مورتین واقع شده‌است.